# Veitskapelle (Haselberg)

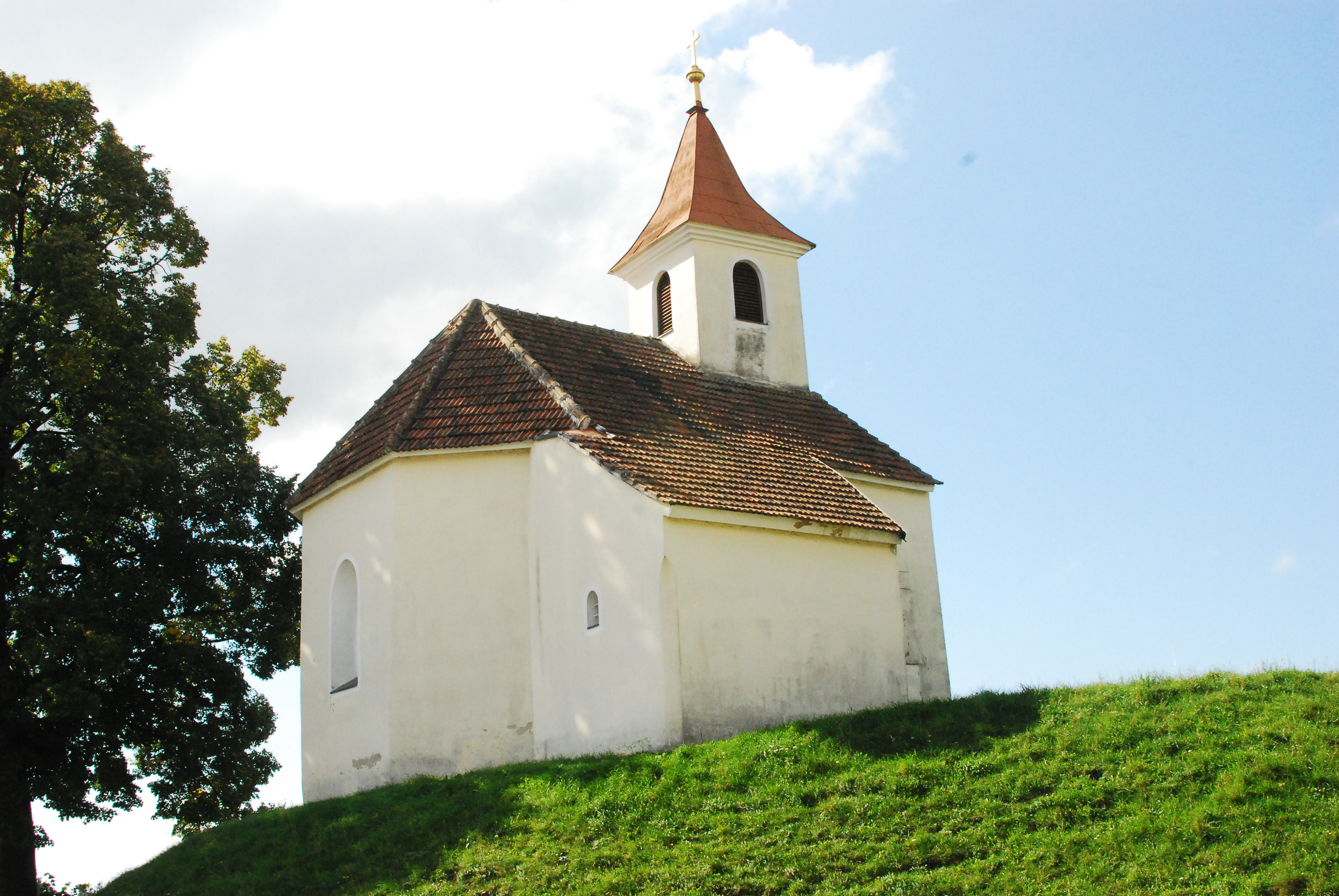
Veitskapelle in Haselberg

Die Veitskapelle ist eine ehemalige Burgkapelle in der Ortschaft Haselberg in der Gemeinde Irnfritz-Messern im Bezirk Horn in Niederösterreich. Sie ist dem heiligen Veit geweiht und gehört als Kapelle der Pfarre Nondorf an der Wild zum Dekanat Geras in der Diözese St. Pölten. Das Bauwerk steht unter Denkmalschutz (Listeneintrag).

## Lagebeschreibung
Die Kapelle steht erhöht auf dem Hausberg inmitten der Ortschaft Haselberg. Der Hausberg ist durch einen tiefen Graben vom Dorf getrennt.

## Geschichte
Die Kapelle ist eine ehemalige Burgkapelle. Die ehemalige Burg war urkundlich von 1290 bis 1327 Sitz der Fuchsen von Haselbach. 1419 ging das Kirchlehen von Otto von Maissau an die Puchheims auf Schloss Wildberg. In Folge wird sie als Pfarre bezeichnet. 1672 wurde die Kirche zu einer Filiale der Pfarre Messern. Im Jahr 1978 erfolgte eine Restaurierung.

## Architektur
Kirchenäußeres
Die Kirche weist einen schlichten Außenbau auf, der Giebelreiter stammt nicht aus der Bauzeit und ist neueren Datums. Die Kapelle hat zwei spitzbogige Fenster aus dem 14. Jahrhundert.
Kircheninneres
Die Kirche hat einen gotischen Chor mit 5/8-Schluss. Das Langhausjoch ist kurz und flach gedeckt. Über dem Chorjoch ist Kreuzrippengewölbe mit rundem Schlussstein aus der Zeit um 1400. Die Sakramentsnische ist spitzbogig. Auch das Taufbecken ist gotisch. Durch ein Schulterbogenportal aus der Zeit um 1400 gelangt man in die tonnengewölbte Sakristei.

## Ausstattung
Der Hochaltar ist ein kleiner Rankenaltar mit einem Bild des heiligen Veits aus dem Jahr 1713. Es wird flankiert von sitzenden Engelsfiguren. In der Kapelle befindet sich außerdem eine gefasste, kniende Figur des heiligen Johannes Nepomuk aus der ersten Hälfte des 18. Jahrhunderts.
Die Glocke wurde im 16. Jahrhundert gegossen.